# Meskiana
Meskiana est une commune située au nord-est de l'Algérie, dans la wilaya d'Oum El-Bouaghi.

## Géographie

### Localités de la commune
La commune de Meskiana est composée de quinze localités :
- Ville de Meskiana
- Koudiet El Bir Benayed
- Haifa
- Aïn Benyouche
- Aïn Diss
- Draa Snober
- Safel El Bir
- Khetbala
- Henchir Sohbi
- Daas
- Mezaz Djedlane
- Mezdour Djenane Ahmed
- Argoub Dheboua
- Bazina
- Sersouf Mechtab